# Kobiele Wielkie (gmina)
Pour les articles homonymes, voir Kobiele Wielkie.
Kobiele Wielkie est une gmina (commune) rurale (gmina wiejska) du powiat de Radomsko, dans la Voïvodie de Łódź, dans le centre de la Pologne.
Son siège administratif (chef-lieu) est le village de Kobiele Wielkie, qui se situe environ 13 kilomètres (km) à l'est de Radomsko (siège du powiat) et 84 kilomètres au sud de la capitale régionale Łódź (capitale de la voïvodie).
La gmina couvre une superficie de 101,85 km2 pour une population de 4 434 habitants en 2006.

## Géographie
La gmina inclut les villages de:
- Babczów
- Biestrzyków Mały
- Biestrzyków Wielki
- Brzezinki
- Bukienka
- Cadów
- Cadówek
- Cieszątki
- Dudki
- Gorgoń
- Hucisko Małokobielskie
- Hucisko Przybyszowskie
- Huta Drewniana
- Huta Drewniana-Kolonia
- Jasień
- Kamionka
- Karsy
- Katarzynów
- Kobiele Małe
- Kobiele Małe-Kolonia
- Kobiele Wielkie
- Łazy
- Łowicz
- Nadrożne
- Nowy Widok
- Olszynki
- Orzechów
- Orzechówek
- Podświerk
- Posadówka
- Przyborów
- Przybyszów
- Przydatki Przybyszowskie
- Rozpęd
- Stary Widok
- Świerczyny
- Ujazdówek
- Wola Rożkowa
- Wrony
- Wymysłów
- Zrąbiec

### Gminy voisines

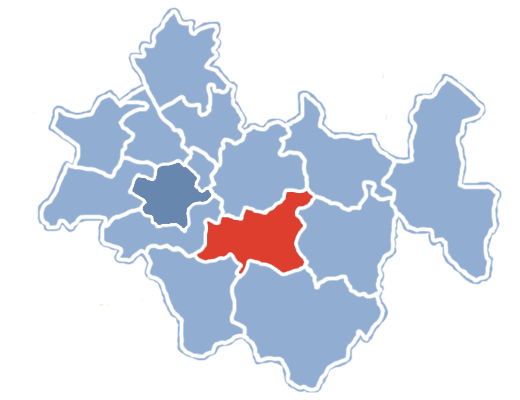
Position de la gmina dans le powiat

La gmina de Kobiele Wielkie est voisine ds gminy de:
- Gidle
- Kodrąb
- Masłowice
- Radomsko
- Wielgomłyny
- Żytno

## Administration
De 1975 à 1998, la gmina était attachée administrativement à l'ancienne voïvodie de Piotrków.

Depuis 1999, elle fait partie de la nouvelle voïvodie de Łódź.

## Structure du terrain
D'après les données de 2002, la superficie de la commune de Kobiele Wielkie est de 101,85 kilomètres carrés, répartis comme telle :
- terres agricoles : 63 %
- forêts : 27 %

La commune représente 7,06 % de la superficie du powiat.

## Démographie
Données du 30 juin 2010 :
| Description        | Total  | Total | Femmes | Femmes | Hommes | Hommes |
| ------------------ | ------ | ----- | ------ | ------ | ------ | ------ |
| Unité              | Nombre | %     | Nombre | %      | Nombre | %      |
| Population         | 4 420  | 100   | 2 227  | 50,4   | 2 193  | 49,6   |
| Densité (hab./km²) | 43     | 43    | 22     | 22     | 21     | 21     |